# 風景の中のヴィーナス
『風景の中のヴィーナス』（ふうけいのなかのヴィーナス、仏: Vénus debout dans un paysage、英: Venus in a Landscape）は、ドイツ・ルネサンス期の画家ルーカス・クラナッハ (父) が1529年に板上に油彩で制作した絵画である。主題の「裸体のヴィーナス像」は画家とその工房が好んで取り上げたもので、多数の作品が知られる。画面下部のウェヌスのヴェールの横には、1529年という記載とともにクラナッハの署名である翼の付いた蛇の印が見える。作品はナポレオン戦争中の1806年にドイツから略奪されたが、返還されることはなく、以来パリのルーヴル美術館に所蔵されている。

## 作品

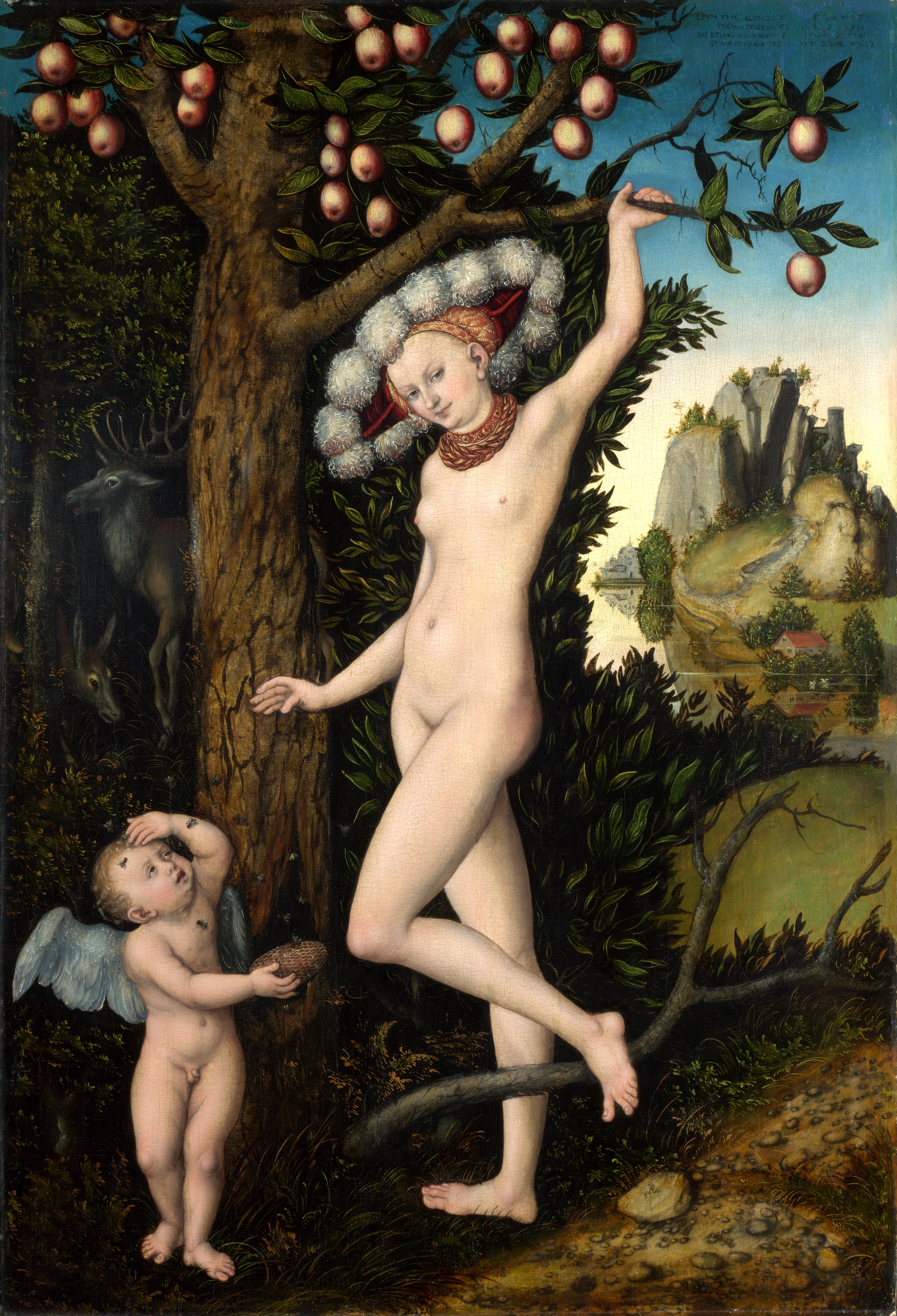
ルーカス・クラナッハ『ヴィーナスに訴えるキューピッド』 (1526-1527年ごろ)、ナショナル・ギャラリー (ロンドン)

画面に描かれているのは、ローマ神話の愛の女神ウェヌスである。クラナッハのウェヌスは、往々にしてハチミツを盗んだためにハチに刺されるキューピッド (ハチ刺されは、彼の愛の矢に射られてできる傷と対比される) とともに描かれるが、本作のウェヌスは単身像として表されている。その赤いベルベットのつば広の帽子、真珠の付いたチョーカー、長い金髪、そしてローマ神話の女神らしからぬ肢体は、挑発的なポーズとともに彼女をドイツ・ルネサンス期の高級売春婦のように見せている。また、暗いモミの木の茂みもドイツの緑濃い森の描写であり、背景の断崖に立つ城とともにローマ神話らしくない。
城下に見える街並みと、それを映した湖の水面は見事である。透明のヴェールの描写もまた巧みであるが、それは、チョーカーおよび流行の洒落た帽子とともに優美なウェヌスの肢体を隠すというよりむしろ目立たせている。木の茂みは、鮮やかな人物像を強く際立させる効果をあげている。クラナッハは厳格な宗教改革者であったマルティン・ルターの親友であったが、ここに表されているのは北方的な官能性を持つ誘惑者の姿である。